# Olympus

Olympus Corporation (яп. オリンパス 株式会社) (TYO: 7733
) — японська компанія, що спеціалізується на виробництві оптики, фототехніки, високоякісного оптичного обладнання для проведення медикобіологічних досліджень та інших технічних рішень.
Центральний офіс компанії знаходиться в Токіо (Японія). Є представництва в США (Center Valley, штат Пенсільванія) і Європі (Гамбург, Німеччина).

## Історія
Корпорація Olympus заснована 12 жовтня 1919 Такесі Ямасіта. Спочатку компанія називалася Takachiho Seisakusho і спеціалізувалася на виробництві мікроскопів і термометрів.
В 1921 зареєстрована торгова марка Olympus.
В 1923 бізнес з виробництва термометрів був проданий і компанія зосередилася на виробництві мікроскопів.
В 1934 почала розробку оптики для фотокамер. Через два роки компанія почала випускати оптику під маркою Zuiko і свою першу фотокамеру Semi-Olympus I.
В 1942 зосередилася на випуску оптичних виробів і була перейменована в Takachiho Optical Co., Ltd.
В 1947 перейменована в Olympus Optical Co., Ltd.
В 1948 почали виробництво OLYMPUS 35 – першої 35 мм фотокамери в Японії із міжлінзовим затвором.
В 1972 заявлено про систему OM і випущено OM-1, який зробив OLYMPUS піонером в області компактних дзеркальних фотокамер.
В 2002 запропоновано карту Xd card для використання в цифрових фотокамерах.
У 2003 ухвалено рішення узгодити назву компанії з торговою маркою і компанія була перейменована в Olympus Corporation. Сучасна назва компанії було взято на честь гір Олімп, де перебувають боги у грецькій міфології. У вересні 2003 року з'явилася система Olympus E-1. Це перша фотокамера, що заснована на стандарті "чотири третіх".
У 2004 Olympus Corporation була реорганізована: 1) Виробництво та продаж біноклів, цифрових диктофонів, плівкових і цифрових фотокамер були зосереджені в компанію Olympus Imaging Corp; 2) Виробництво і продаж медичних систем були зосереджені в компанію Olympus Medical Systems Corp.

## Продукція

### Дзеркальні плівкові фотокамери

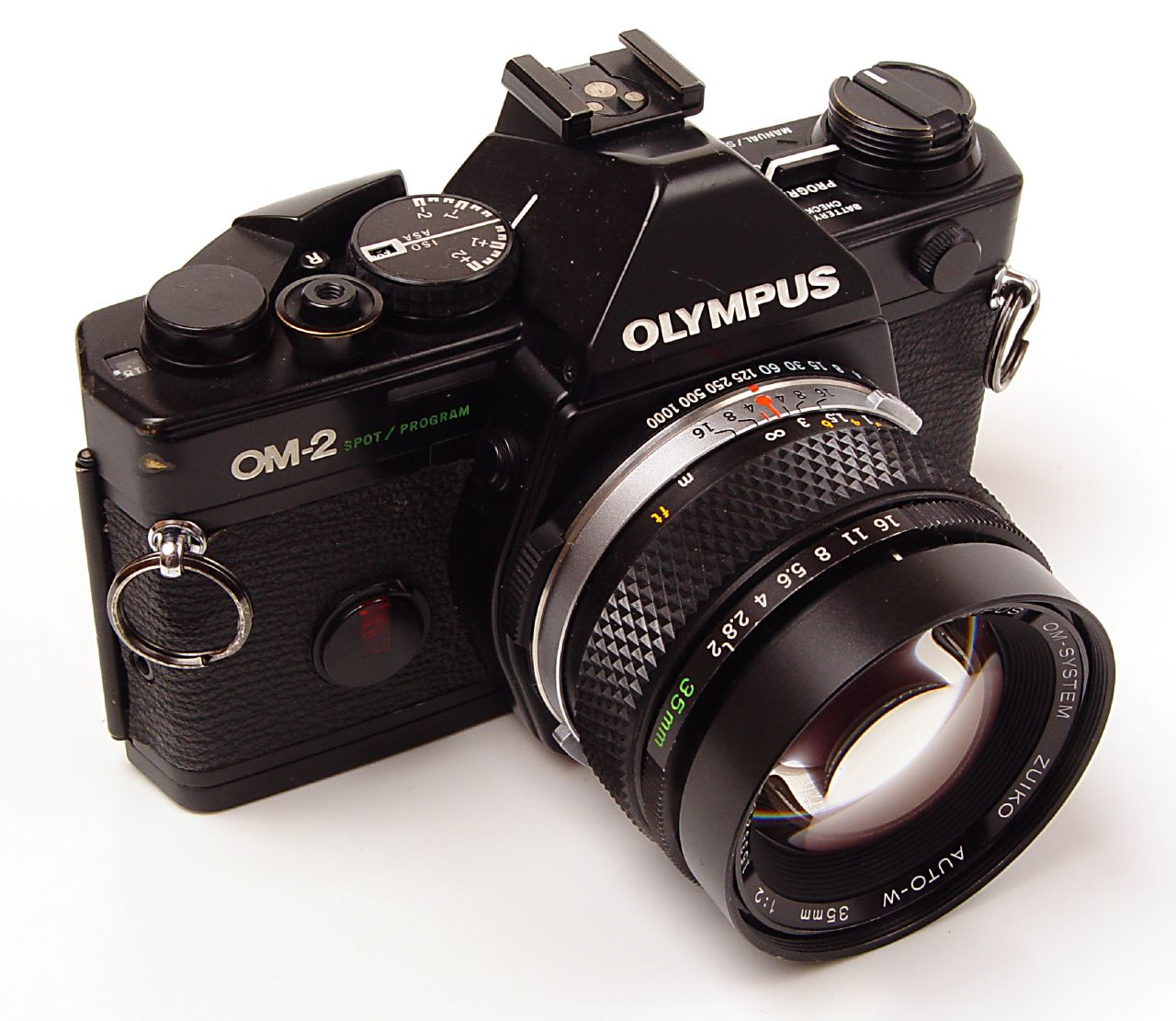
Olympus OM-2 SP

- OlympusOM-1
- OlympusOM-2

### Цифрові дзеркальні фотокамери
Olympus і Kodak створили стандарт 4/3 (Four Thirds System) для цифрових дзеркальних камер (U.S. Patent 6,910,814). Стандарт передбачає повну відповідність камер, об'єктивів та інших аксесуарів від різних виробників. 4/3 не ґрунтується ні на якому попередньому стандарті як, наприклад, Canon, Nikon, Pentax та Sony (Minolta), які багато в чому сумісні з плівковими камерами.
Камери:

#### 2003
Olympus E-1
З виходом Olympus E-1 компанія Olympus стала сьомим членом елітарного клубу виробників цифрових дзеркальних апаратів.

#### 2004
Olympus E-300

#### 2005
Olympus E-500

#### 2006
Olympus E-330, Olympus E-400
У січні 2006 компанія Olympus представила камеру E-330 - в ній вперше на ринку DSLR була реалізована можливість кадрування по РК-екрану. У цей час дзеркальні цифрові камери з можливістю візування по РК-екрану мають у своїй продуктовій лінійці практично всі великі виробники. В описі технічних характеристик камери ця можливість зазвичай позначається як «LiveView».

#### 2007
Olympus E-410, Olympus E-510, Olympus E-3

#### 2008
Olympus E-420, Olympus E-520

#### 2009
Olympus E-30, Olympus E-620, Olympus E-450

#### 2010
Olympus E-5

#### 2011
Olympus XZ-1